# Будих, Вилли
Вилли Будих (нем. Willi Budich; 16 апреля 1890, Котбус — 22 марта 1938, Москва) — немецкий политический деятель.

## Биография
Родился 16 апреля 1890 года в Зандове (ныне район Котбуса) в лужицкой крестьянской семье. Обучался слесарному делу. В 1909 году поступил учиться на инженера в машиностроительный техникум в Миттвайде, однако из-за смерти отца был вынужден прервать учёбу, чтобы поддерживать мать. В 1910 году стал членом Ассоциации немецких металлистов и СДПГ. В 1914 году был призван на военную службу, во время войны присоединился к Союзу Спартака и стал близким соратником Лео Йогихеса и Гуго Эберлейна. После ранения на Западном фронте стал писарем в берлинской гарнизонной администрации. Как член Союза Спартака также входил в Независимую социал-демократическую партию Германии и участвовал в нелегальном изготовлении и распространении листовок для армии. 24 марта 1918 года был арестован, однако вышел на свободу в ходе Ноябрьской революции. 15 ноября 1918 года организовал и возглавил «Союз красных солдат» (нем. Roter Soldatenbund) и газету «Красный флаг» (нем. Rote Fahne). 6 декабря 1918 руководил демонстрацией фронтовиков в Берлине, был тяжело ранен и лишился руки, из-за чего не смог присутствовать на состоявшемся в том же месяце учредительном съезде КПГ.
После выздоровления в марте 1919 года переехал в Мюнхен, был членом исполнительного совета Баварской советской республики (псевдоним Дитрих). В 1919 году бежал в Советский Союз. Был делегатом II Всемирного конгресса Коммунистического интернационала. Во второй половине 1921 года нелегально вернулся в Германию. Весной 1922 года арестован, переведён в Берлин. Поскольку существовала опасность выдачи в Баварию, где ему грозил смертный приговор, вновь бежал в Советский Союз. Здесь работал в аппарате Коминтерна и в руководстве Международной Красной Помощи.
На конгрессе Коминтерна в 1922 г. познакомился с Любовью Самойловной Гербильской (1894—1976), на которой женился в следующем году. В 1924 г. родилась дочь Ирина (ум. 1992, преподавала немецкий язык).
С 1924 по 1928 год под псевдонимом (фамилией жены) Гербильский возглавлял русско-австрийскую торговую компанию «Руссовторг» в Вене. С 1928 года снова жил в Москве, сотрудник Института Маркса — Энгельса — Ленина.
Поскольку ордер на арест от 1919 года был отменён в результате амнистии, Будих смог вернуться в Германию вместе с семьёй в декабре 1929 года. В ноябре 1932 года он был избран в рейхстаг, но 7 декабря 1932 года во время заседания рейхстага в драке с нацистами ему разбили колено. В декабре 1932 года он находился в клинике и до мая 1933 года жил на нелегальном положении. В конце мая 1933 года Будих был арестован гестапо вместе с двумя своими секретаршами и подвергся жестокому обращению в тюрьме Колумбия-хаус. Международная кампания за его освобождение, организованная Фрицем Геккертом и Еленой Стасовой, которую поддержали также французские писатели Луи Арагон и Ромен Роллан, привела к освобождению Будиха. Через Прагу он эмигрировал в августе 1933 года в СССР, сразу попал в санаторий, а затем работал членом исполнительного комитета МОПР в Москве. Там он был арестован НКВД 19 сентября 1936 года.
22 марта 1938 года был приговорён в Москве к смертной казни (как участник вымышленной контрреволюционной, террористической, троцкистской группировки под руководством Волленберга и Гёльца) и в тот же день расстрелян. Реабилитирован Верховным судом СССР в 1955 году, на XX партсъезде КПСС посмертно восстановлен в рядах партии.